# Auguste Serrurier
Pour les articles homonymes, voir Serrurier (homonymie).
Auguste Serrurier, né le 25 mars 1857 à Denain et mort le 21 mars 1924 dans la même ville, est un archer français.

## Biographie
Auguste Serrurier participe à deux épreuves de tir à l'arc aux Jeux olympiques d'été de 1900 à Paris, le tir sur la perche à la herse et le tir sur la perche à la pyramide. Dans ces deux épreuves, il remporte la médaille d'argent.